# Каракудик (Бурлінський район)
Каракуди́к (каз. Қарақұдық) — село у складі Бурлінського району Західноказахстанської області Казахстану. Адміністративний центр та єдиний населений пункт Каракудуцького сільського округу.
Населення — 317 осіб (2021; 356 у 2009, 679 у 1999, 833 у 1989).
До 2020 року село називалось Тихоновка.